# Ritratto di borghesia in nero
Ritratto di borghesia in nero è un film del 1978 diretto da Tonino Cervi.

## Trama
Venezia, anni trenta, durante il fascismo. Mattia, studente di musica di estrazione popolare proveniente da Lecco, arriva in città grazie a una borsa di studio per il conservatorio e inizia a frequentare la boriosa e conservatrice borghesia cittadina. Presto, Mattia è coinvolto in un'avventura passionale con una matura professoressa di pianoforte, Carla Richter, madre del compagno di studi Renato. I Richter, nonostante l'orgoglio d'un glorioso passato, sono una famiglia decaduta e squattrinata.
All'inizio complice della relazione tra Mattia e la madre, Renato finisce per diventarne geloso e cerca di frapporsi tra i due. Carla, da parte sua, vorrebbe che suo figlio sposasse Elena Mazzarini, una sua studentessa di pianoforte di famiglia assai benestante. Del resto, Carla non nasconde il fatto di aspirare a un matrimonio di interesse tra i due giovani e riesce a farli conoscere a una cena cui partecipa anche Mattia, ritenuto oramai parte dei Richter. Il risultato dell'operato di Carla e del figlio è che invece sono Mattia ed Elena a diventare ben presto una coppia, accettata anche dai genitori di lei, che da parte sua non pensa a sposarsi con Renato. Ormai Mattia è ospite fisso presso i Mazzarini.
Carla si sente trascurata e tradita: per questo, insiste per riprendere la relazione. Poi, vista l'inutilità del suo sforzo, con una lettera anonima alla famiglia di Elena tenta di screditare Mattia, ma neppure quest'intrigo, comunque, sortisce l'effetto sperato: Carla viene licenziata dai Mazzarini e la vicenda pare chiudersi così. In seguito, Carla cerca di sedurre Elena, che accetta di buon grado le avances. La giovane non sospetta che il breve approccio sessuale è solo uno stratagemma finalizzato al ricatto: se Elena non rinuncerà a sposare Mattia, Carla diffonderà la voce della loro avventura sessuale per diffamarla. Inorridita, per tutta risposta Elena uccide Carla. I sospetti della polizia cadono subito su Mattia, che tra l'altro non dispone d'un alibi: per salvare la situazione, in presenza di tutta la famiglia, Elena dichiara alla polizia che Mattia, all'ora del delitto, si trovava nella propria abitazione da solo con lei. Il commissario, amico dei Mazzarini, crede all'alibi fornito da Elena e toglie il disturbo. Il padre, inizialmente costernato dalle nuove rivelazioni, si riprende in fretta dalla sorpresa e si rivela, come sempre, un abile e freddo uomo d'affari: per correre ai ripari prega il commissario di non fare circolare la confessione di Elena, promettendo di ricambiare la discrezione della polizia con favori di natura personale.
A questo punto nulla può più ostacolare il matrimonio tra Elena e Mattia.

## Produzione
Il film è tratto dal racconto La maestra di piano contenuto nel libro Eccentrici amori di Roger Peyrefitte. Si concentra principalmente su questioni sociali indipendenti dalle epoche e dai luoghi in cui la vicenda può essere ancorata: a detta del regista queste sarebbero infatti delle scelte più o meno intercambiabili.
Il film è stato girato prevalentemente a Venezia e dintorni.

## Distribuzione
A causa di alcune scene, in cui sono presenti nudi integrali di Stefano Patrizi e una scena saffica tra Senta Berger e Ornella Muti, il film venne vietato ai minori di 18 anni.
1. ↑   Ritratto di borghesia in nero, su Cinematografo, Fondazione Ente dello Spettacolo.
2. ↑  Visto censura n.2894 del 20 febbraio 1978: "La 6ª Sezione della Commissione di Revisione Cinematografica visionato il film esprime parere favorevole alla concessione del nullaosta di proiezione in pubblico con divieto della visione per i minori degli anni 18 per la presenra di numerose scene erotiche anche con descrizione di rapporti omosessuali, nonché per il clima ambiguo ed immorale che pervade l'intero film, rendendolo, perciò, controindicato alla particolare sensibilità dei predetti minori"